# 微鯉
微鯉（Paedocypris progenetica）是鯉形目鯉科微鲤屬的一種，是目前已知世界上最小的魚類之一，是最小的脊椎动物也是最小的鯉科魚類。现在它在世界其他地方被当作宠物饲养

## 特徵
身體半透明，且不具有頭骨，魚鰭可用來攀附。體型及微細小，雌性最大長度為1.03公分，雄性略小，僅0.98公分，是目前已知最小的魚類。另外，目前發現的最小成體僅有0.79公分，在脊椎動物中，體型與胖嬰魚一樣僅大於在2012年發現的阿馬烏童蛙。由於體型嬌小，於2006年才被發現该动物的体 成人 重只有2-5毫克

## 分布
僅分布於印尼的蘇門答臘島和民丹島。

## 習性
主要居住在泥炭沼澤中，好酸性水域。目前對此種魚所知甚少。